# 5 Eiffel
5 Eiffel er en ep af den danske sanger og musiker Kim Larsen, der blev udgivet i 1982. Det indeholder blandt andet Larsens fortolkninger af Frank Jægers digte "Være-digtet" ("O at være en høne")  og "April, April" ("Bedstefar, tag dine tænder på") i versioner, der afviger fra de originale. EP'en blev indspillet, fordi Larsen skyldte det daværende CBS et album, inden han skrev kontrakt med Medley og indspillede Midt om natten.
Titlen 5 Eiffel henviser til det gamle cigaretmærke Eiffel, der blev solgt i 5 stk. pakker.

## Spor
| #  | Titel                          | Sangskriver(e)             | Længde |
| -- | ------------------------------ | -------------------------- | ------ |
| 1. | "Åh at være en høne"           | Tony Vejslev, Frank Jæger  | 2:26   |
| 2. | "Just Tell Her Jim Said Hello" | Jerry Leiber, Mike Stoller | 2:16   |
| 3. | "Jægerens kvarter"             | Nils Henriksen, Kim Larsen | 1:43   |
| 4. | "Bedstefar ta' dine tænder på" | Vejslev, Jæger             | 2:10   |
| 5. | "Kit"                          | Larsen, Nis Petersen       | 3:01   |

## Personel og medvirkende
- Kim Larsen – vokal
- Franz Beckerlee – guitar, saxofon
- Thomas Grue – guitar
- Klaus Agerschou – klaver, keyboards
- Wili Jønsson – bas
- Bjørn Uglebjerg – trommer
- Bob Parkvist – vokal på "Kit"
- The Samba Brothers - producer
- Finn Lyngemark – lydteknik
- Optaget i 1982 i Werner Studio og mixet samme år i Sweet Silence